# 张玲 (1971年)
张玲（1971年4月—），女，汉族，天津人，中华人民共和国政治人物。现任天津市人民政府副市长，天津师范大学党委书记。